# Survivor: Tocantins

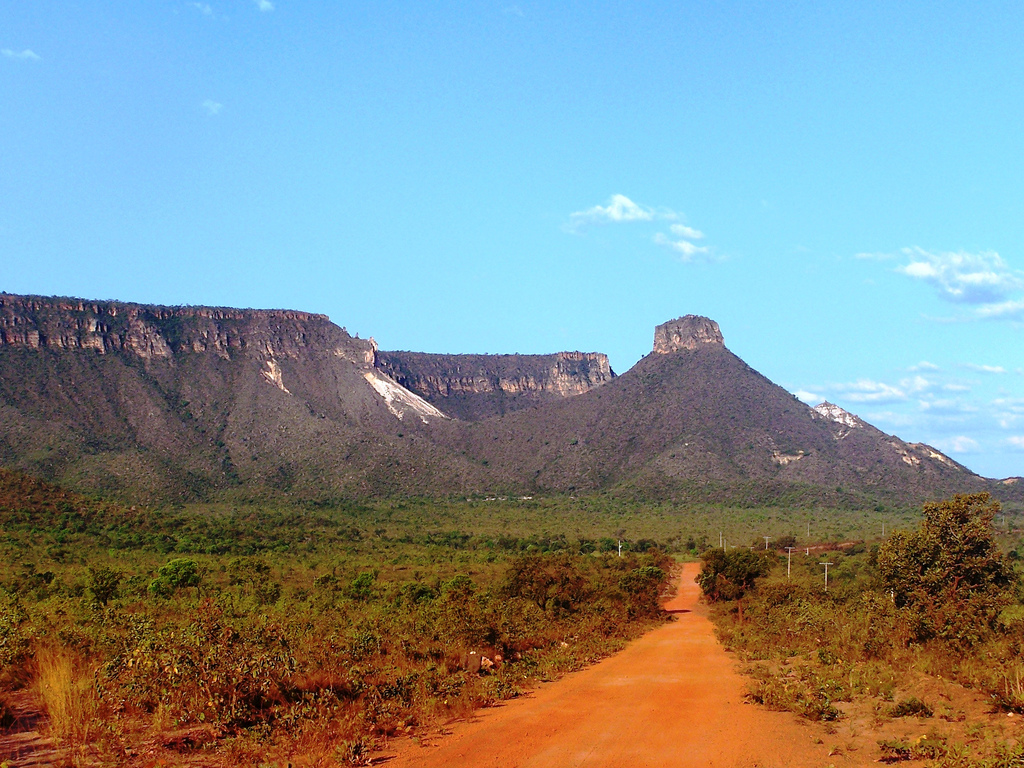
Vista do Jalapão, região brasileira onde foi gravado Survivor: Tocantins.

Survivor: Tocantins - Os Planaltos Brasileiros foi a décima-oitava temporada do reality show americano Survivor e foi gravado na microrregião do Jalapão em Tocantins, Brasil. O primeiro episódio desta temporada foi ao ar no dia 12 de fevereiro de 2009.
A rede de TV CBS começou a seleção de Survivor: Tocantins quando a produção de Survivor: Gabon ainda estava em andamento. As seleções para o programa começaram em 15 de julho de 2008 e, durante o mês de agosto de 2008 entrevistas com os inscritos foram realizadas em diversas cidades americanas e os semi-finalistas viajaram para Los Angeles, Califórnia durante o mês de setembro de 2008 para uma entrevista na CBS. As escolhas finais para participarem desta temporada ocorreram entre outubro e dezembro de 2008. Essa foi a primeira temporada que permitiu inscrições de menores de 21 anos na maioria dos estados americanos, com exceção de Mississippi e Washington.
A Ilha do Exílio está presente nesta temporada mas com algumas mudanças. Ao invés de um competidor enviado ao exílio, desta vez foram dois os enviados e uma vez na Ilha do Exílio, cada um teve que escolher entre duas urnas. Uma contendo uma pista para o Ídolo da Imunidade Escondido e a opção de dividi-la com a tribo adversária, enquanto que a outra estava vazia.
Dezesseis participantes foram escolhidos para competir no jogo e foram, inicialmente, divididos em duas tribos: Timbira, representada pela cor preta e Jalapao, representada pela cor vermelha. Timbira remete a um conjunto de povos indígenas que habita a região do Tocantins e Jalapao remete à região geográfica onde o programa foi gravado (Jalapão), região árida pontilhada de oásis, por vezes, denominada de deserto brasileiro. Após a fusão entre tribos, os competidores passaram a se chamar Forza, uma corruptela da palavra em língua portuguesa, "força" e abandonaram as cores preta e vermelha e passaram a ser representados pela cor verde.
James Thomas, Jr. ao lado de Benjamin "Coach" Wade e Tyson Apostol retornaram para a vigésima temporada de Survivor, apresentada em 2010, intitulada Survivor: Heroes vs. Villains. Nesta temporada Tyson foi o sétimo eliminado, Coach o nono e J.T. o 11º. Tanto Coach quanto J.T. se tornaram membros do júri que decidiu o vencedor da temporada. Stephen Fishback voltou na trigésima primeira temporada de Survivor, apresentada em 2015, intitulada Segundas Chances, foi 11º eliminado e fez parte do júri da temporada.

## Participantes
- Benjamin "Coach" Wade - 37 anos - Bolivar, Missouri
- Brendan Synnott - 30 anos - Nova Iorque, Nova Iorque
- Candace Smith - 31 anos - Dayton, Ohio
- Carolina Eastwood - 26 anos - West Hollywood, Califórnia
- Debra "Debbie" Beebe - 46 anos - Auburn, Alabama
- Erinn Lobdell – 26 anos - Waukesha, Wisconsin
- James "J.T." Thomas, Jr. - 24 anos - Samson, Alabama
- Jerry Sims - 41 anos - Rock Hill, Carolina do Sul
- Joe Dowdle -  26 anos - Austin, Texas
- Sandy Burgin - 53 anos - Louisville, Kentucky
- Sierra Reed – 23 anos - Los Angeles, Califórnia
- Spencer Duhm - 19 anos - Lakeland, Flórida
- Stephen Fishbach - 29 anos- Nova Iorque, Nova Iorque
- Sydney Wheeler - 24 anos - Raleigh, Carolina do Norte
- Tamara "Taj" Johnson-George - 37 anos - Nashville, Tennessee
- Tyson Apostol - 29 anos - Lindon, Utah

## O jogo
| Participante                | Tribo Original | Tribo Pós-Fusão | Colocação Final                             | Total de Votos |
| --------------------------- | -------------- | --------------- | ------------------------------------------- | -------------- |
| Carolina Eastwood           | Jalapao        |                 | 1º Eliminado Dia 3                          | 7              |
| Candace Smith               | Timbira        |                 | 2º Eliminado Dia 6                          | 7              |
| Jerry Sims                  | Timbira        |                 | 3º Eliminado Dia 9                          | 6              |
| Sandy Burgin                | Jalapao        |                 | 4º Eliminado Dia 12                         | 6              |
| Spencer Duhm                | Jalapao        |                 | 5º Eliminado Dia 15                         | 5              |
| Sydney Wheeler              | Jalapao        |                 | 6º Eliminado Dia 18                         | 4              |
| Joe Dowdle                  | Jalapao        | Forza           | Removido Devido à Lesão Fora do Júri Dia 20 | 1              |
| Brendan Synnott             | Timbira        | Forza           | 7º Eliminado 1º Membro do Júri Dia 24       | 4              |
| Tyson Apostol               | Timbira        | Forza           | 8º Eliminado 2º Membro do Júri Dia 27       | 5              |
| Sierra Reed                 | Timbira        | Forza           | 9º Eliminado 3º Membro do Júri Dia 30       | 11             |
| Debra "Debbie" Beebe        | Timbira        | Forza           | 10º Eliminado 4º Membro do Júri Dia 33      | 6              |
| Benjamin "Coach" Wade       | Timbira        | Forza           | 11º Eliminado 5º Membro do Júri Dia 36      | 6              |
| Tamara "Taj" Johnson-George | Jalapao        | Forza           | 12º Eliminado 6º Membro do Júri Dia 37      | 7              |
| Erinn Lobdell               | Timbira        | Forza           | 13º Eliminado 7º Membro do Júri Dia 38      | 5              |
| Stephen Fishbach            | Jalapao        | Forza           | 2º Colocado                                 | 1              |
| James "J.T." Thomas, Jr.    | Jalapao        | Forza           | Último Sobrevivente                         | 0              |

O Total de Votos é o número de votos que o competidor recebeu durante os Conselhos Tribais onde ele era elegível para ser eliminado do jogo. Não inclui os votos recebidos durante o Conselho Tribal final

## Episódios
| Títulos Originais                                        | Data de Transmissão     | Provas                     | Provas                    | Exilado                   | Eliminado                 | Votos                     | Colocação Final                    |
| Títulos Originais                                        | Data de Transmissão     | Recompensa                 | Imunidade                 | Exilado                   | Eliminado                 | Votos                     | Colocação Final                    |
| -------------------------------------------------------- | ----------------------- | -------------------------- | ------------------------- | ------------------------- | ------------------------- | ------------------------- | ---------------------------------- |
| "Let’s Get Rid of the Weak Players Before We Even Start" | 12 de Fevereiro de 2009 | Timbira1                   | Timbira1                  | Não teve2                 | Carolina                  | 7-1                       | 1º Eliminado Dia 3                 |
| "The Poison Apple Needs to Go"                           | 19 de Fevereiro de 2009 | Jalapao1                   | Jalapao1                  | Brendan                   | Candace                   | 7-1                       | 2º Eliminado Dia 6                 |
| "The Poison Apple Needs to Go"                           | 19 de Fevereiro de 2009 | Jalapao1                   | Jalapao1                  | Taj                       | Candace                   | 7-1                       | 2º Eliminado Dia 6                 |
| "Mama Said There'd Be Days Like This""                   | 26 de Fevereiro de 2009 | Jalapao                    | Jalapao                   | Brendan                   | Jerry                     | 6-1                       | 3º eliminado Dia 9                 |
| "Mama Said There'd Be Days Like This""                   | 26 de Fevereiro de 2009 | Jalapao                    | Jalapao                   | Taj                       | Jerry                     | 6-1                       | 3º eliminado Dia 9                 |
| "The Strongest Man Alive""                               | 5 de Março de 2009      | Jalapao                    | Timbira                   | Sierra                    | Sandy                     | 5-1-1                     | 4º Eliminado Dia 12                |
| "The Strongest Man Alive""                               | 5 de Março de 2009      | Jalapao                    | Timbira                   | Taj                       | Sandy                     | 5-1-1                     | 4º Eliminado Dia 12                |
| "You’re Going to Want that Tooth""                       | 12 de Março de 2009     | Jalapao                    | Timbira                   | Brendan                   | Spencer                   | 5-1                       | 5º Eliminado Dia 15                |
| "You’re Going to Want that Tooth""                       | 12 de Março de 2009     | Jalapao                    | Timbira                   | Stephen                   | Spencer                   | 5-1                       | 5º Eliminado Dia 15                |
| "The First Fifteen Days"                                 | 25 de Março de 2009     | Episódio de Recapitulação  | Episódio de Recapitulação | Episódio de Recapitulação | Episódio de Recapitulação | Episódio de Recapitulação | Episódio de Recapitulação          |
| "One of Those 'Coach Moments'"                           | 2 de Abril de 2009      | Timbira                    | Timbira                   | Joe                       | Sydney                    | 3-2                       | 6º Eliminado Dia 18                |
| "One of Those 'Coach Moments'"                           | 2 de Abril de 2009      | Timbira                    | Timbira                   | Erinn                     | Sydney                    | 3-2                       | 6º Eliminado Dia 18                |
| "The Dragon Slayer"                                      | 9 de Abril de 2009      | Não teve3                  | Tyson                     | Ninguém3                  | Joe                       | Sem votos                 | Evacuado por razões médicas Dia 20 |
| "The Biggest Fraud in the Game"                          | 16 de Abril de 2009     | Brendan, Debbie, J.T.      | Tyson                     | Stephen                   | Brendan                   | 4-3-2                     | 7º Eliminado Dia 24                |
| "It's Funny When People Cry"                             | 23 de Abril de 2009     | Debbie, Erinn, J.T., Tyson | Debbie                    | Stephen                   | Tyson                     | 5-3                       | 8º Eliminado Dia 27                |
| "They Both Went Bananas"                                 | 30 de Abril de 2009     | Stephen [J.T., Taj]        | Coach                     | Erinn                     | Sierra                    | 4-2-1                     | 9º Eliminado Dia 30                |
| "The Ultimate Sacrifice"                                 | 7 de Maio de 2009       | Leilão Survivor            | Stephen                   | Taj                       | Debbie                    | 4-1-1                     | 10º Eliminado Dia 33               |
| "The Martyr Approach"                                    | 14 de Maio de 2009      | J.T. [Stephen]             | J.T.                      | Coach                     | Coach                     | 3-2                       | 11º Eliminado Dia 36               |
| "I Trust You But I Trust Me More"                        | 17 de Maio de 2009      | Não teve                   | J.T.                      | Ninguém                   | Taj                       | 3-1                       | 12º Eliminado Dia 37               |
| "I Trust You But I Trust Me More"                        | 17 de Maio de 2009      | Não teve                   | J.T.                      | Ninguém                   | Erinn                     | 1-0                       | 13º Eliminado Dia 38               |
| "Reunião"                                                | 17 de Maio de 2009      | Voto do Júri               | Voto do Júri              | Voto do Júri              | Stephen                   | 7-0                       | 2º Colocado                        |
| "Reunião"                                                | 17 de Maio de 2009      | Voto do Júri               | Voto do Júri              | Voto do Júri              | J.T.                      | 7-0                       | Último Sobrevivente                |

No caso de mais de uma tribo ou competidor vencer a recompensa ou imunidade, estes serão listados na ordem de conclusão da prova ou alfabeticamente quando a vitória for em grupo. Nas situações onde um competidor venceu e convidou outros para desfrutarem do seu prêmio, estes estão listados entre chaves.
↑1  Prova de Recompensa/Imunidade
↑2  A Ilha do Exílio ainda não havia sido comunicada aos competidores.
↑3  Não houve Prova de Recompensa por causa da fusão das tribos, consequentemente ninguém foi enviado para a Ilha do Exílio.

### Episódio 1: "Let’s Get Rid of the Weak Players Before We Even Start"("Vamos eliminar os fracos antes mesmo de começar")
- Prova de Recompensa/Imunidade: Na prova A River, Run Through it,[2] seis membros de cada tribo correrão através de uma série de colinas de areia e entrarão em um rio onde devem recuperar uma pequena balsa com várias placas montáveis. Quando todos os seis membros da tribo retornarem com a balsa e cruzarem a linha vermelha, eles devem desatar os nós que prendem as placas à balsa levando-as de volta ao início da prova, através das colinas de areia. Os dois membros restantes usarão as placas para construir uma escada, onde cada placa se encaixa corretamente em apenas um dos degraus. Com a escada montada todos os membros devem subi-la e outros dois membros, trabalhando juntos, devem conduzir um pino sobre uma mesa labirinto. Posicionando o pino no centro da mesa a bandeira da tribo é hasteada. A primeira tribo que conseguir hastear sua bandeira ganha a prova.
  - Recompensa: Imunidade Tribal e pederneira
    - Tribo Vencedora:      Timbira

Com os competidores já divididos em duas tribos, eles foram levados de caminhão até uma clareira no meio do planalto tocantinense. Ainda em cima do caminhão, o jogo começou imediatamente com Jeff anunciando que eles teriam 60 segundos para pegar a maior quantidade de suprimentos que eles conseguissem e levarem para foram do caminhão. Timbira pegou todo o suprimento de água e os sacos de feijão, deixando Jalapao apenas com algumas melancias e outros poucos suprimentos. Após essa primeira “competição” Jeff comunicou que os acampamentos estavam a cerca de 4 horas de caminhada do local onde eles se encontravam, mas antes de se dirigirem para lá eles fariam a primeira votação do jogo, baseado apenas nas primeiras impressões que eles tiveram, e uma pessoa de cada tribo “não faria parte da jornada” dando a entender que a pessoa seria eliminada do programa. Jalapao votou em Sandy e Timbira votou em Sierra e ambas pensaram estarem eliminadas, mas Jeff comunicou que a jornada a que ele se referia era a caminhada de 4 horas até o acampamento, ao invés de caminhar elas seriam levadas até lá de helicóptero. Quando Sandy e Sierra chegaram aos seus respectivos acampamentos elas encontraram uma pista para um Ídolo da Imunidade Escondido próximo ao acampamento e elas puderam escolher entre procurar o Ídolo sem que os outros competidores estivessem no acampamento ou iniciar a montagem do abrigo para eles passarem a noite, tentando mudar a primeira má impressão que eles tiveram delas. Sandy escolheu seguir as pistas, mas não conseguiu encontrar o Ídolo antes que sua tribo chegasse. Sierra optou por deixar o acampamento em ordem. Ao chegar no acampamento Jalapao, Carolina se irritou ao descobrir que Sandy não fez nada no acampamento. Timbira conseguiu chegar ao seu acampamento quanto já estava escuro, mas descobriram que Sierra já tinha construído um abrigo grande suficiente para abrigar a tribo toda. Mas apesar de todo o trabalho, a opinião de Coach sobre Sierra não mudou e ele ainda queria eliminá-la primeiro. No dia 02, Sandy continuou sua busca pelo Ídolo da Imunidade Escondido, mas não conseguiu desvendar a segunda pista. Na Prova de Recompensa/Imunidade, Sandy conquistou uma grande vantagem para Jalapao construindo rapidamente a escada do desafio. Todavia, Brendan e Erinn resolveram rapidamente o quebra-cabeça final e conquistaram a vitória para Timbira. De volta ao acampamento Jalapao, a personalidade autoritária de Carolina irritou todos, enquanto o esforço de Sandy na prova anterior impressionou todos os competidores da tribo. Ainda preocupada com o fato de ter sido eliminada antes do jogo começar, Sandy saiu em preocupa pelo Ídolo da Imunidade Escondido, mas novamente foi incapaz de achá-lo. No Conselho Tribal, Jalapao decidiu que Carolina deveria sair e ela foi eliminada, unanimemente, com 7-1 votos. Antes da tribo retornar ao acampamento, Jeff lhes entrega uma pederneira.

### Episódio 2: "The Poison Apple Needs to Go"("A maçã envenenada precisa sair")
- Prova de Recompensa/Imunidade: Na prova Basketbrawl,[5] três membros de cada tribo irão se enfrentar em um rio tentando recuperar uma bola e arremessá-la dentro da cesta de sua tribo para marcar um ponto. A primeira tribo que conseguir marcar três pontos vence o desafio.
  - Recompensa: Imunidade Tribal e equipamento para pesca, consistindo em um lança, duas varas, linha para pesca, anzóis de pesca, caixa de iscas, máscara e uma faca.
    - Tribo Vencedora:      Jalapao

Em busca por proteínas, a tribo Jalapao destrói um cupinzeiro para comer cupim. Em Timbira, Sierra decide que precisa de ajuda para procurar as pistas para o Ídolo da Imunidade Escondido e ela divide as informações que tem com Brendan. Juntos, eles seguem até a praia para procurar as pistas, mas foram surpreendidos por Debbie enquanto cavavam um buraco na areia e tiveram que encerrar a busca. Sierra, rapidamente, inventou uma história para enganar Debbie, contando que eles estavam construindo uma fogueira para acenderem a noite. Debbie acreditou e contou para o restante da tribo. No dia 5, Candace e Coach discutiram sobre como deveriam cozinhar a comida da tribo. E no acampamento Jalapao, Taj contou para seus companheiros de tribo que ela era casada com o famoso jogador de futebol, Eddie George. Antes do início da Prova de Recompensa/Imunidade que começou sob chuva, Jeff anunciou que alguém da tribo perdedora seria enviado para a Ilha do Exílio e acrescentou que lá haveria uma pista para o Ídolo da Imunidade Escondido e que teriam uma novidade que seria revelada após o encerramento da prova. Timbira iniciou a prova abrindo 2 pontos de vantagens contra Jalapao, que surpreendente virou o jogo, vendo por 3-2 pontos. Brendan foi escolhido para ir para a Ilha do Exílio e Jeff anunciou a novidade da temporada, Brendan teria que escolher alguém da tribo vencedora para se juntar a ele na Ilha do Exílio, e ele escolheu Taj. De volta ao acampamento, J.T. e Stephen colocam em uso seu novo equipamento para pesca, mas não conseguem pescar nada. Na Ilha do Exílio, Brendan e Taj encontram duas urnas e cada um tem que escolher uma. A urna escolhida por Brendan tem duas notas: a primeira nota era uma pista para o Ídolo da Imunidade Escondido que ele poderia, se desejasse, compartilhar com Taj; a segunda nota dizia que ele poderia trocar de tribo. Depois de ser importunado por Taj, Brendan decidiu dividir com ela a pista que ele conquistara e juntos deduziram que havia um Ídolo escondido em cada um dos acampamentos. Eles concordaram em trabalhar juntos para serem novamente enviados para o Exílio e descobrirem as próximas pistas. Em Timbira, Candace tentou convencer seus companheiros para votarem em Coach, mas sua negatividade se virou contra ela e ela se tornou alvo de eliminação. Quando Brendan retornou ao acampamento Timbira, mentiu contando que Taj tinha pego a urna com a pista e ela escolheu não dividiu a pista com ele. No Conselho Tribal, a negatividade de Candace foi o que mais pesou para a tribo e ela foi eliminada com 7-1 votos.

### Episódio 3: "Mama Said There'd Be Days Like This" ("Mamãe disse que dias difíceis viriam").
- Prova de Recompensa: Na prova, Blind Leading the Blind,[8] seis competidores de cada tribo estarão vendados e amarrados em pares enquanto que o membro restante, deverá guiá-los através de um labirinto, gritando o caminho correto. Os três pares de cada tribo podem entrar simultaneamente no labirinto, devendo, cada par, encontrar um balde espalhado pelo labirinto e se dirigirem para a saída encontrando uma torre d´água onde deverão encher o balde e retornar ao início da prova, através do labirinto, para despejá-lo dentro de um recipiente. Quando o recipiente estiver cheio o suficiente uma bandeira com a cor da tribo se levantará. Com o recipiente de água cheio, todo o processo deve ser repetido, desta vez com os competidores enchendo seus baldes com milho e devendo  despejá-lo para encher um novo recipiente. A primeira tribo que conseguir hastear suas duas bandeiras  primeiro ganha a recompensa.
  - Recompensa: Lona, guarda-sol, cadeiras, travesseiros, lençóis e uma rede.
    - Tribo Vencedora:      Jalapao
- Prova de Imunidade: Em duplas, os competidores deverão correr através de um longo campo e rolar grandes caixas de madeiras marcadas com a cor da tribo até um tapete no início do percurso para a prova Crate Idea.[8] Apenas uma dupla de cada equipe corre por vez e traz uma caixa, assim que a caixa estiver posicionada sobre o tapete, outra dupla da tribo pode sair. Assim que a tribo conseguir suas seis caixas, eles devem ordená-las formando uma grande escada com o nome da tribo alinhado corretamente em uma das laterais. A primeira tribo que completar corretamente a escada e subir com todos os membros até o topo de uma plataforma ganha a imunidade.
  -     - Tribo Vencedora:      Jalapao

De volta ao acampamento após o Conselho Tribal, Erinn tentou se reaproximar do restante da tribo, depois que Candace, com quem todos achavam que ela era a mais próxima, foi eliminada. Jerry começou a ter dores no estômago, que ele associou com a dieta de feijões. Na Prova de Recompensa, Jalapao venceu facilmente e escolheu Brendan para ser enviado para a Ilha do Exílio. Cumprindo o pacto feito na primeira vez que esteve no Exílio, Brendan escolheu Taj para acompanhá-lo novamente. No Exílio, Taj e Brendan dividiram a próxima pista para o ídolo e concordaram em ampliar sua aliança, trazendo Sierra de Jalapao e Stephen de Timbira. Jalapao garantiu sua terceira vitória seguida ao venceu a Prova de Imunidade. Ao retornarem ao acampamento, a fraca condição física de Jerry o fez alvo para ser eliminado. Coach se irritou com Erinn após ela dizer que Jerry estava doente e que ela gostaria que ele fosse o próximo eliminado. Coach tentou persuadir Tyson, Sierra e Debbie para manterem Jerry e eliminarem Erinn, mas Sierra não quis. Poucas horas antes do Conselho Tribal e usando a segunda pista para o Ídolo da Imunidade Escondido, Brendan o encontrou dentro de uma estátua próxima ao correio. No Conselho Tribal, Tyson esperava por uma enganação contra Erinn, mas a tribo não pode ignorar a doença de Jerry e ele foi eliminado com 6-1 votos.

### Episódio 4: "The Strongest Man Alive" ("Que o mais forte sobreviva")
- Prova de Recompensa: Na prova Shoulder the Load,[11] três membros de cada tribo, dois homens e uma mulher, têm um mastro apoiado em suas costas, sobre os ombros, e a cada rodada sacos de areia são adicionados a este. A cada poucos minutos, dois membros da tribo oposta escolhem quem carregará o peso extra de 9 kgs. Quanto o peso for muito para o competidor suportar, ele deve soltar o mastro sendo eliminado do desafio. O último competidor que permanecer segurando o peso ganha a recompensa para sua tribo.
  - Recompensa: A tribo vencedora deve enviar dois competidores para o acampamento da tribo perdedora onde eles “roubarão” dois itens do acampamento.
    - Tribo Vencedora:      Jalapao
- Prova de Imunidade: Um membro de cada tribo irá correr ao longo de um caminho em ziguezague para coletar uma peça de quebra-cabeça, na prova Try Any Angle.[11] Cada peça do quebra-cabeça é um grande prisma triangular de madeira com algumas letras escritas em cada um dos seus três lados. Com as oito peças coletadas, a tribo deve organizá-las de maneira correta em um painel, uma vez posicionados na ordem correta eles devem ser girados para revelar a frase correta. A primeira tribo que solucionar corretamente o quebra-cabeça ganha a imunidade.
  -     - Tribo Vencedora:      Timbira

De volta ao acampamento depois do Conselho Tribal, Coach se irritou com Erinn por esta dizer que Brendan era um líder melhor que ele, posteriormente Coach aceitou a ideia e aceitou Brendan como líder de Timbira. Em Jalapao, Taj contou a Stephen sobre sua aliança secreta com Brendan e acrescentou que se Jalapao, vencesse a próxima Prova de Recompensa, eles precisavam escolher Sierra para ir para a Ilha do Exílio, e esta por sua vez, escolheria Stephen para se juntar a ela. Entretanto, Brendan não encontrou tempo, nem privacidade, para contar a Sierra sobre a aliança. Na Prova de Recompensa, Brendan, Tyson e Debra carregaram o peso por Timbira e J.T., Joe e Taj por Jalapao. Brendan foi o primeiro a sair da prova soltando o mastro com aproximadamente 99 quilos de peso. Tyson é o próximo a sair com 63 quilos, deixando apenas Debra competindo por Timbira. J.T. sustenta 99 quilos por algum tempo, tentando quebrar o recorde de Rupert Boneham em Survivor: Pearl Islands, mas consegue apenas empatar com ele, sendo eliminado da prova. Pouco tempo depois, Joe inesperadamente solta seu mastro, deixando apenas que as mulheres continuem na prova. Debra e Taj, ambas, estão sustentando 45 quilos, mas Debra não consegue manter por muito tempo, largando seu mastro e concedendo à Jalapao sua quarta vitória seguida. Em um raro momento de esportividade no Survivor, Taj parabeniza Debbie pelo grande trabalho que ela fez na prova. Jalapao escolhe Sierra para ir ao Exílio, mas como Brendan não teve oportunidade para pô-la a par dos planos de sua aliança, Sierra imediatamente escolheu Taj para se juntar a ela. Mais tarde, Joe e J.T. chegaram ao acampamento Timbira para o assalto e eles levaram o maior saco de feijão e um latão para água. De volta ao acampamento, Sandy criticou a decisão de J.T. e Joe, segundo ela, eles deveriam ter pegado os dois sacos de feijão de Timbira. Na Ilha do Exílio, Taj pegou a pista para o Ídolo da Imunidade Escondido, que revelava que o ídolo estava escondido nas proximidades do correio. Taj contou a Sierra sobre sua aliança secreta e Sierra prontamente concordou em participar. Na Prova de Imunidade, Timbira quebrou a sequência de vitórias de Jalapao e não foi para o Conselho Tribal. Antes do Conselho Tribal, Jalapao estava indecisa sobre quem seria o próximo eliminado: Sandy ou Sydney. No final, Taj, J.T. e Stephen não queriam se arriscar deixando que Joe e Spencer se sentissem traídos por eles votarem em Sydney e votaram contra Sandy que foi eliminada com 5-1-1 votos.

### Recapitulação: The First Fifteen Days ("Recapitulação: Os primeiros quinze dias").
Recapitulação dos primeiros 15 dias de jogo. Esse episódio traz cenas inéditas do Survivor: Tocantins.

### Episódio 5: "You’re Going to Want that Tooth" ("Você vai querer esse dente").
- Prova de Recompensa: Na prova Dizziness as Usual,[13] um membro de cada tribo deve sentar sobre uma plataforma giratória enquanto um membro da tribo adversária corre através de um percurso puxando uma corda que faz com que a plataforma gire conforme vai sendo desenrolada. Quando o “puxador” chegar ao final do percurso, o membro que estava sentado, agora tonto, deve tentar chegar à linha de chegada passando por sobre uma trave de equilíbrio. As duas tribos competem simultaneamente em rodadas, a tribo, cujo competidor atravessar toda a extensão da trave de equilíbrio sem quedas, marca um ponto para sua tribo. A tribo, que primeiro marcar três pontos ganha a recompensa.
  - Recompensa: Uma viagem para um café com doces, cookies, biscoitos, muffins, água fresca e um sanitário com papel higiênico
    - Tribo Vencedora:      Jalapao
- Prova de Imunidade: Na prova Water Mortar,[13] dois membros de cada tribo se alternarão lançando bolas em um percurso usando um estilingue gigante enquanto outros quatro membros da tribo devem tentar apanhá-las no ar usando uma rede. Bolas pretas serão lançadas por Timbira, bolas vermelhas por Jalapao, apanhando uma bola, independente da cor, o competidor marca um ponto para sua tribo. A tribo que primeiro marcar cinco pontos ganha a imunidade.
  -     - Tribo Vencedora:      Timbira

No dia seguinte ao Conselho Tribal de Jalapao, Taj e Stephen encontraram o Ídolo da Imunidade Escondido na estátua próxima ao correio. Taj deu o Ídolo para Stephen guardá-lo, já que ele estava com uma bermuda com bolsos e poderia escondê-lo dos demais. Enquanto os demais membros de Timbira estavam se refrescando no rio, Sierra contou para Brendan que tinha decidido participar da aliança do Exílio. Jalapao venceu a Prova de Recompensa por 3-1 e escolheu Brendan para ser enviado ao Exílio e Brendan escolheu Stephen para se juntar a ele. Enquanto desfrutavam da recompensa, J.T. encontrou envelopes contendo cartas de seus familiares. Em Timbira, Tyson conversou com Coach e Debbie sobre as suspeitas de que Brendan estivesse construindo alianças com os membros de Jalapao e que ele deveria ser o eliminado no próximo Conselho Tribal de Timbira. Na Ilha do Exílio, Brendan conversou com Stephen sobre solidificarem a aliança secreta do Exílio, mas Stephen estava inseguro sobre o fato de amarrar seu destino no jogo a uma aliança. Spencer decidiu manter o fato de ser homossexual em segredo, receando que não ganharia nada contando isso e que também poderia gerar conflito com J.T. por causa dos seus valores sulistas. Apesar de J.T. perder metade do dente e quase ganhar sozinho a Prova de Imunidade por sua tribo, Tyson e Brendan ajudaram Timbira a pontuar e viraram o jogo sobre Jalapao. Em Jalapao, após a derrota na Prova de Imunidade, os ânimos esquentaram a respeito do desempenho da tribo no desafio. J.T. se irritou com o fraco desempenho de Spencer enquanto que Joe se irritou com desempenho de Taj. Joe quis eliminar Taj por suas razões, mas no final Jalapao eliminou Spencer que sai com 5-1 votos.

### Episódio 6: "One of Those 'Coach Moments'" ("Um desses momentos do Coach")
- Prova de Recompensa: As tribos têm cinco minutos para construir, entre dois quadros da tribo adversária, uma barricada usando mastros de madeiras e cordas. Ao término dos cinco minutos, as tribos devem tentar arremessar pequenos porquinhos de cerâmicas, de competidor para competidor, entre a barricada construída pela equipe adversária evitando que ele caia no chão ou quebre batendo nos mastros de madeira. A tribo que conseguir coletar mais porquinhos intactos após dez minutos ganha a recompensa.
  - Recompensa: Uma viagem para uma cachoeira e um churrasco com hambúrgueres.
    - Tribo Vencedora:      Timbira
- Prova de Imunidade: Cada tribo usará um estilingue na tentativa de quebrar telhas posicionadas em três torres cheias de areia. Uma vez que a primeira telha for quebrada, a areia começará a cair liberando a telha na torre seguinte e fazendo com que uma bolsa contendo peças de quebra-cabeça caia. A tribo que liberar a bolsa deve coletá-la e então seguir para a torre seguinte. O mesmo atirador pode fazer todos os arremessos pela tribo ou a mesma pode intercalar atiradores de acordo com a estratégia adotada. Com todas as três bolsas com peças coletadas, dois membros de cada tribo devem iniciar a montagem do quebra-cabeça, a primeira tribo que o completar corretamente vence a prova.
  -     - Tribo Vencedora:      Timbira

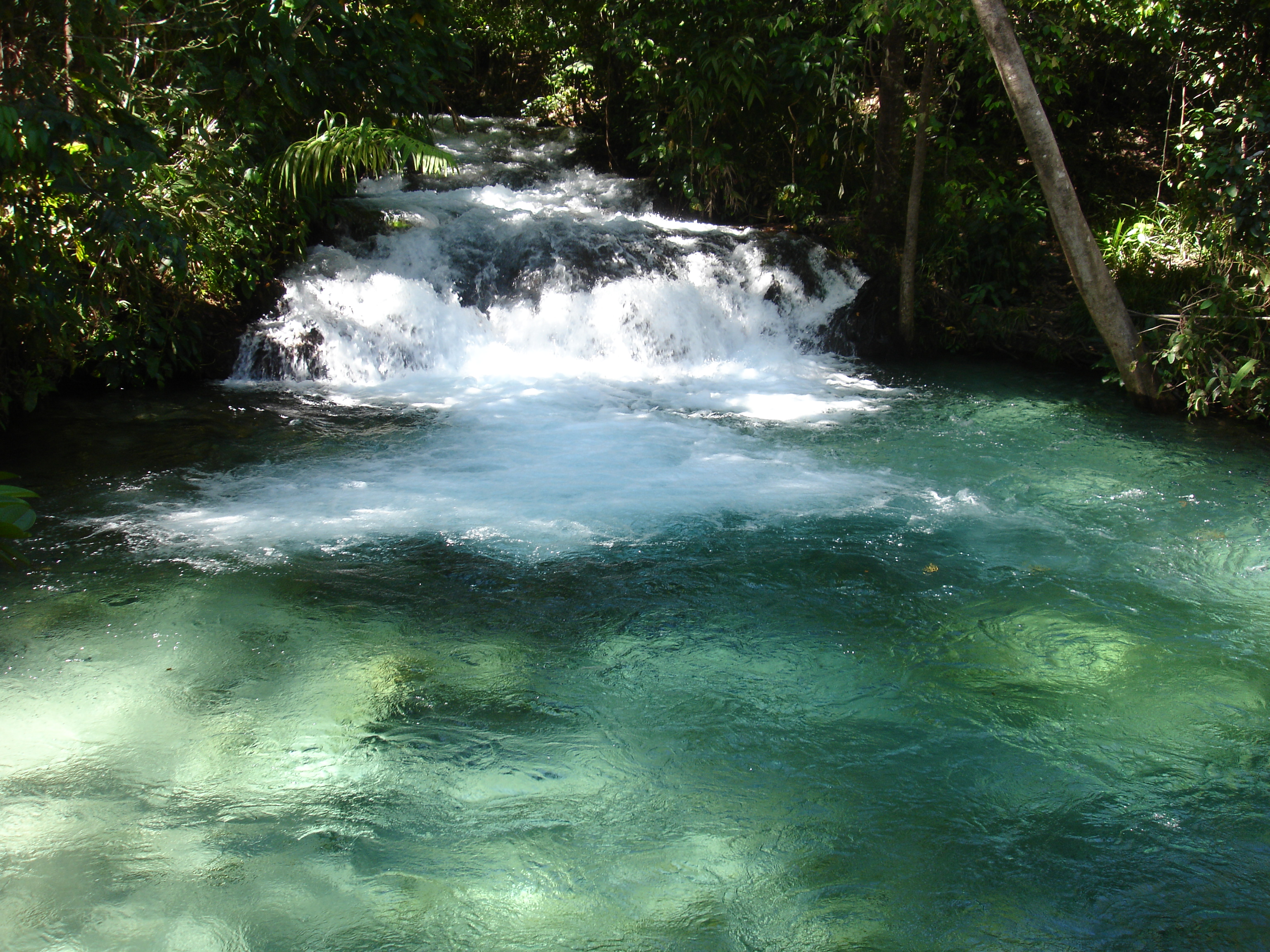
Uma das cachoeiras do Jalapão, onde Timbira desfrutou a recompensa conquistada no dia 16 do jogo.

No dia seguinte ao Conselho Tribal, Sydney estava preocupada que caso Jalapao viesse a perder a próxima Prova de Imunidade, ela ou Taj poderia ser eliminadas como os homens votando juntos para se protegerem. Joe tentou acalmá-la garantindo que ela ficaria bem até a fusão e que seguramente os homens votariam em Taj primeiro. Taj e Stephen conversaram sobre a possibilidade de contar a J.T. sobre o Ídolo de Imunidade, mas não sobre a aliança secreta da Ilha do Exílio, conquistando sua confiança e seu voto no próximo Conselho Tribal. Em Timbira, Coach irritou sua tribo queimando o feijão que eles cozinhavam.  Na Prova de Recompensa, Timbira venceu, por 14-13, em um placar apertado e decidiu enviar Joe para a Ilha do Exílio que, por sua vez, escolheu Erinn para se juntar a ele, pensando que ela poderia facilmente ser sua aliada em uma iminente fusão entre as tribos. Na Ilha do Exílio, Erinn escolheu a urna que continha a pista para o Ídolo e optou dividí-la com Joe. Joe e Erinn concluíram que se eles encontrassem os dois Ídolos Escondidos eles teriam uma poderosa aliança. Para fazer Joe acreditar que tinha encontrado o verdadeiro Ídolo de Imunidade de Jalapao, Taj e Stephen confeccionaram um ídolo falso e o colocaram na estátua do correio, lugar onde estava anteriormente o verdadeiro ídolo. Depois de usar o Ídolo verdadeiro como modelo para montarem o falso, Taj tentou escondê-lo em sua bolsa, mas J.T. o encontrou depois que ela saiu. Na primeira etapa da Prova de Imunidade, Tyson conseguiu grande vantagem para sua tribo e Brendan e Erinn, na segunda etapa, concluíram o quebra-cabeça dando à Timbira sua terceira vitória seguida. Depois da prova, Joe contou a seus colegas de tribo que durante o Exílio, Erinn havia pegado a pista e a manteve apenas para ela. Usando uma desculpa de que queria mais água, ele foi procurar o Ídolo de Imunidade Escondido, sem saber que este já havia sido encontrado e que o ídolo que ele encontrou em seu lugar era falso. Joe falou para Jalapao eliminar Taj. Stephen e J.T. tentaram convencer Joe a eliminar Sydney, mas foram incapazes de fazer com que ele mudasse seu voto. Stephen e J.T. pensaram na possibilidade de enganarem Taj no Conselho Tribal desde que Stephen ficasse de posse do Ídolo de Imunidade Escondido, mas no final eles se mantiveram fiéis a aliança com Taj e Sydney foi eliminada com 3-2 votos.

### Episódio 7: "The Dragon Slayer" ("O detonador de Dragões")
- Prova de Imunidade: Na prova Get a Grip[19] os competidores devem se segurar em poste pelo maior tempo que eles puderem. A última pessoa que permanecer agarrada ao poste, sem tocar o solo, ganha a primeira Imunidade Individual do jogo.
  -     - Vencedor da Imunidade:      Tyson

Antecipando uma fusão iminente, Coach manteve o foco em seu jogo e tentou permanecer unido com sua tribo. Em Jalapao, uma infecção na perna esquerda de Joe aparentemente havia piorado. O correio do dia 19 insinuava uma Prova de Recompensa com um banquete para o vencedor, mas ao chegarem ao local designado para a prova as tribos encontraram uma cabana com um banquete e uma nota comunicando que eles estavam fundidos em uma única tribo. Os competidores passaram a se chamar Forza, uma corruptela da palavra em língua portuguesa, força e se mudaram para o antigo acampamento Timbira. Coach se aproximou de J.T. para formar uma aliança, o que foi bastante adequado para J.T. que estava preocupado com o fato de Jalapao ir para a fusão com desvantagem numérica, tendo apenas 4 remanescentes de sua tribo original competindo contra 6 remanescentes de Timbira. Após solidificar sua aliança com J.T., Coach conversou com Tyson sobre formarem uma aliança com J.T. e Stephen, visando eliminar Brendan no próximo Conselho Tribal, pois Coach e Tyson não confiavam nele. Tyson conversou com Stephen e Debbie sobre a potencial aliança iniciada por Coach e J.T.; enquanto isso, Taj estava preocupada pelo fato de Brendan não se aproximar e reafirmar a aliança secreta da Ilha do Exílio, mas Brendan queria manter esta aliança em segredo até que restassem apenas sete ou oito competidores na disputa. Joe e Erinn foram procurar pelo Ídolo de Imunidade Escondido no acampamento Timbira, mas não o encontraram e deduziram que ele já havia sido encontrado por Brendan ou Sierra. Na Prova de Imunidade, Tyson sobrepujou Debbie e conquistou a primeira imunidade individual pós-fusão. Após o desafio, Jeff pediu que Joe permanecesse na área de prova para ter sua perna infeccionada examinada pela equipe médica do programa. A médica diagnosticou uma séria infecção que, se não tratada adequadamente, poderia se espalhar para os ossos ou corrente sanguínea, fazendo com que Joe tivesse a perna amputada ou corresse risco de morte. Stephen, Tyson e Coach decidiram enganar Brendan e tentar descartar um potencial uso do Ídolo de Imunidade Escondido dividindo os votos da tribo, onde 4 pessoas votariam em Brendan e 3 em Sierra. Todavia, todos os planos tiveram que ser postergados por mais três dias quando Jeff chegou ao acampamento Forza e anunciou que Joe havia sido evacuado do jogo por razões médicas e que não haveria Conselho Tribal.

### Episódio 8: "The Biggest Fraud in the Game" ("A maior fraude no jogo")
- Prova de Recompensa: Para a prova Rock Block[21] os competidores foram divididos em três equipes de três pessoas cada, representadas pelas cores preta, vermelha e branca. Cada uma das equipes terá uma fila composta por oito azulejos de cerâmicas coloridas nas suas cores. Disputando em rodadas, um membro de cada tribo deverá arremessar uma bola de metal alvejando quebrar uma das cerâmicas de qualquer uma das outras duas tribos adversárias. Com todas as oito cerâmicas da cor da equipe quebradas esta está fora da disputa pela recompensa. A última equipe que permanece com cerâmicas intactas ganha a recompensa.
  - Recompensa: Rafting nas corredeiras do Rio Novo e um piquenique com sanduíches, asinhas de frango, brownies de chocolate, melancia e batatas fritas.
    - Vencedores da Recompensa:      Brendan, Debbie e J.T.
- Prova de Imunidade: Na prova Rope-a-dope[21] os competidores estarão presos a uma corda que está enrolada em uma série de obstáculos que, para chegar até o final, devem ser transpostos passando por cima, por baixo ou ao redor destes. Os três primeiros competidores que chegarem ao final do percurso de obstáculos seguem para a última rodada da prova, onde eles continuarão presos a uma corda e deverão cruzar um obstáculo três vezes mais alto. O primeiro competidor que completar o obstáculo ganha a imunidade.
  -     - Vencedor da Imunidade:      Tyson

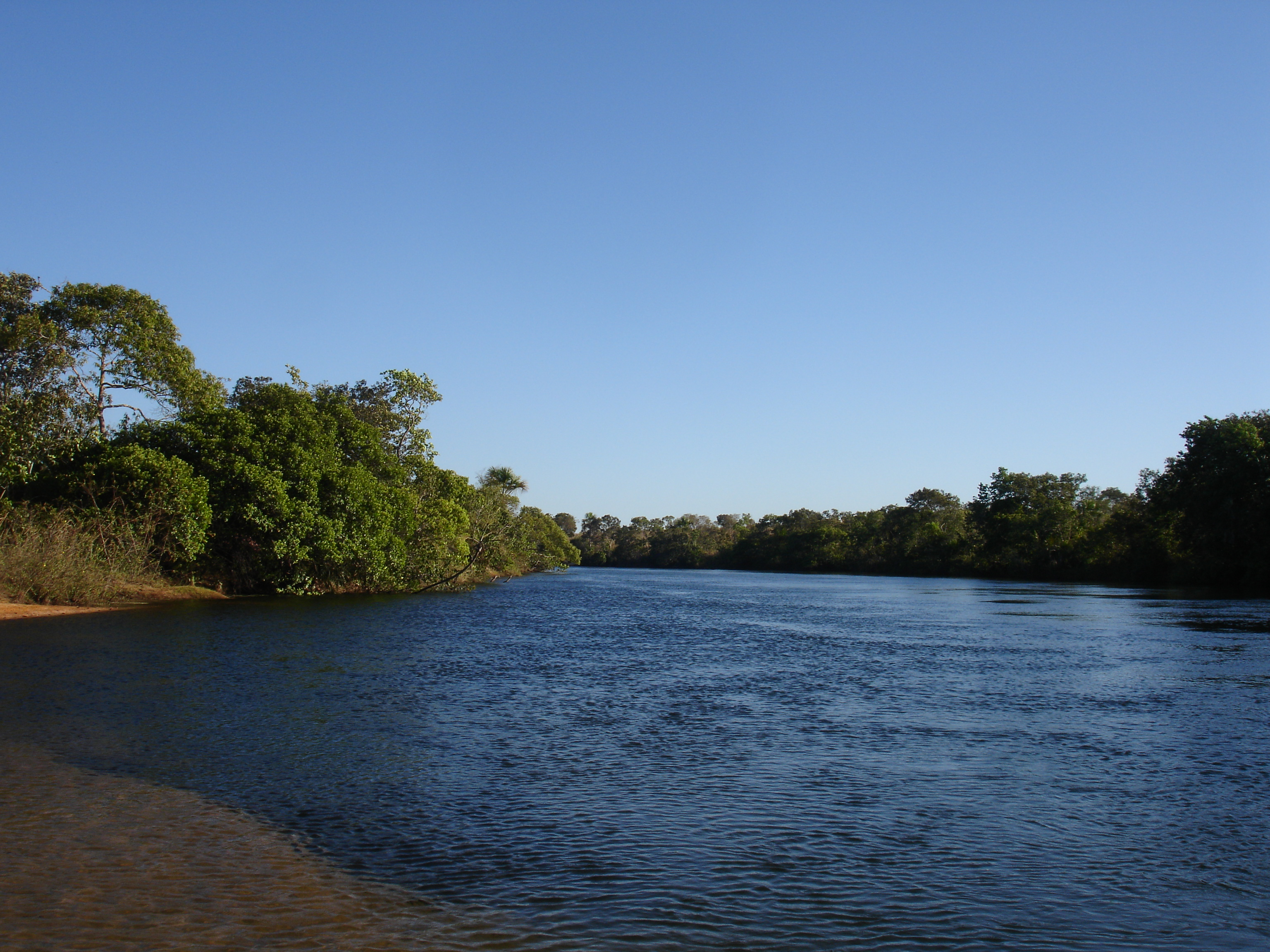
Rio Novo na região do Jalapão, local onde Brendan, Debbie e J.T. fizeram rafting como parte da recompensa conquistada.

Coach continuava a sentir que estava com o controle do jogo e alvejou Brendan para ser o próximo eliminado, seguido por Sierra. Com Joe sendo retirado do jogo, Erinn perdeu sua aliança, mas já planejava se aliar com os remanescentes de Jalapao. A Prova de Recompensa teve uma final disputada quando, com o time vermelho eliminado da disputa, o time branco de Erinn, Sierra e Stephen competiu contra o time preto de Brendan, Debbie e J.T. tentando, ambos, quebrarem totalmente sua última telha que já estava parcialmente destruída. No final, Brendan, quebrou a última telha branca e ganhou a recompensa para seu time. Eles escolheram Stephen para ir sozinho para a Ilha do Exílio, devido a mudança de regras após a fusão tribal. Diferente da maioria das recompensas das temporadas anteriores, a equipe vencedora fez sua viagem no dia seguinte à prova ao invés de partirem imediatamente ao término do desafio. No piquenique, Brendan conversou com J.T. sobre as possibilidades de eles chegarem à final juntos. No dia seguinte, Brendan conversou com Sierra e Taj sobre um plano de manterem J.T. no jogo e eliminarem Coach, Erinn e Tyson. A Prova de Imunidade foi vencida por Tyson pela segunda vez seguida.

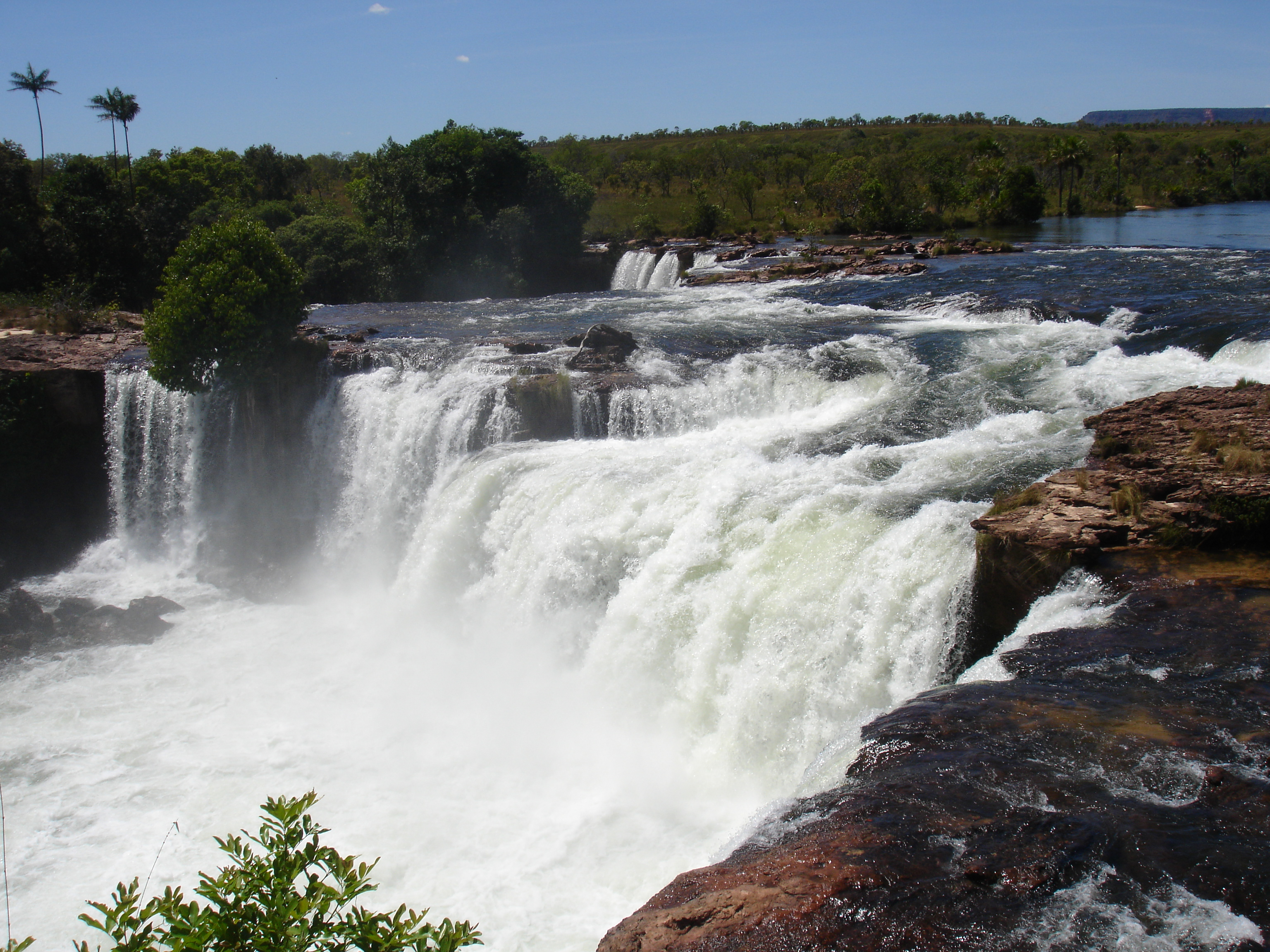
Uma das várias quedas d´água do Rio Novo.

 Coach e Tyson conspiraram para que no Conselho Tribal eles dividissem os votos de maneira que Brendan recebesse 4 votos e Sierra 3 votos, desta forma se defendendo caso Brendan utilizasse o seu Ídolo de Imunidade Escondido. Brendan finalmente queria revelar a secreta aliança da Ilha do Exílio e enganar Coach. Stephen e J.T. pensaram sobre a possibilidade de seguirem juntos com a aliança do Exílio. No Conselho Tribal, Brendan revelou que estava de posse do Ídolo de Imunidade Escondido, mas optou por não jogá-lo, imaginando que estaria salvo. Entretanto, Stephen, J.T. e Taj se aliaram com Coach e Tyson e enganaram Brendan que foi eliminado com 4-3-2 votos.

### Episódio 9: "It's Funny When People Cry" ("É engraçado quando as pessoas choram")
- Prova de Recompensa: Os competidores foram divididos em dois times de quatro pessoas cada para o desafio Swiss Cheese Please.[24] Por vez, dois competidores devem correr através de um campo para recolherem grandes quadros de um quebra-cabeça, quando uma dupla retorna com seu, outra dupla parte em busca de mais um quadro; são necessário que sejam recolhidos quatro quadros para poderem avançar no desafio. De posse de todos os quadros, estes devem ser encaixados de maneira que os grandes buracos do quadro se alinhem revelando sete vogais. De posse das sete vogais corretas, os competidores devem juntá-las com as sete consoantes dadas à equipe para formarem uma frase de quatro palavras. A primeira equipe que conseguir a frase correta ganha a recompensa.
  - Recompensa: Uma viagem até uma vila local onde receberão um banquete com comida regional e assistirão uma demonstração de capoeira.
    - Vencedores da Recompensa:      Debbie, Erinn, J.T. e Tyson
- Prova de Imunidade: Os competidores jogam uma versão de shuffleboard na prova Tocantins Shuffle.[24] Cada um tem três discos que, alternadamente, tentarão fazer deslizar o mais próximo do alvo demarcado na mesa. No final, o competidor que tiver o disco mais próximo do alvo ganha a imunidade.
  -     - Vencedor da Imunidade:      Debbie

Após retornarem ao acampamento ao término do Conselho Tribal, Sierra sentia que seria a próxima ser eliminada e tentou ser agradável com Coach. Na manhã seguinte, Sierra continua a lutar por sua permanência no jogo, mas Tyson disse que nada do que ela fizesse seria capaz de mudar o fato que ela seria eliminada. Na Prova de Recompensa, a equipe vermelha de Debbie, Erinn, J.T. e Tyson ganhou da equipe preta de Coach, Sierra, Stephen e Taj. Stephen, pela segunda vez seguida, foi escolhido para ir à Ilha do Exílio, pois a equipe vermelha não queria dar a oportunidade de Sierra encontrar um possível novo Ídolo de Imunidade Escondido, já que Brendan havia sido eliminado do jogo sem fazer uso do que ele possuía. Na Ilha do Exílio, Stephen encontrou a sétima pista para o Ídolo de Imunidade Escondido original, significando que um novo Ídolo não foi colocado em jogo. Sierra continuou tentando convencer Coach a lhe dar uma segunda chance de permanecer na competição, mas Coach ignorou qualquer apelo. Antes de anunciar a próxima Prova de Imunidade, Jeff ofereceu a qualquer um que se sentisse seguro o suficiente no jogo para, ao invés de competir pela imunidade, sentar e comer pizza durante o tempo em que a prova estivesse acontecendo; Coach, J.T. e Stephen escolheram comer. Debbie ganhou a imunidade no último momento do jogo, sobrepujando Sierra. De volta ao acampamento, Erinn conversou com Stephen e Taj sobre a oportunidade de eliminarem Tyson, a maior ameaça nas disputas pela imunidade. Stephen concordou que esta poderia ser a única chance que eles teriam para eliminá-lo, e ele convenceu J.T. a enganá-lo. J.T. ficou preocupado em quebrar a “aliança guerreira” que ele havia formado com Coach e Tyson. No Conselho Tribal, Tyson e Sierra insultaram um ao outro, mas foi Tyson quem acabou sendo enganado e eliminado com 5-3 votos.

### Episódio 10: "They Both Went Bananas" ("Os dois queriam bananas")
- Prova de Recompensa: Na prova Jala-Powed[27] cada um dos competidores deve responder privativamente uma série de perguntas sobre a tribo, depois de respondidas todas as questões os resultados serão contados e o desafio começará. Jeff fará as mesmas perguntas do questionário para o grupo e os competidores devem acertar o nome que apareceu com mais freqüência. Cada vez que um competidor acerta uma pergunta, este ganhará o direito de cortar um pedaço de corda de qualquer um dos seus adversários. Tendo três cortes, a corda se romperá completamente, disparando um dispositivo que esmagará um ídolo removendo o competidor da Prova. O último competidor cujo ídolo não for esmagado ganha a recompensa.
  - Recompensa: Uma viagem à Fervedoura, uma nascente natural na região do Jalapão e uma refeição caseira, um tradicional banquete brasileiro feito por família local.
    - Vencedor da Recompensa:      Stephen
- Prova de Imunidade: Na prova Snag, Drag and Bag[27] os competidores devem arremessar uma corda com um gancho na ponta para recolherem três sacolas, os três primeiros competidores que conseguirem recolher suas sacolas se classificam para a etapa final onde devem guiar uma bola através de um tabuleiro labirinto, objetivando levar a bola até o final do tabuleiro sem deixá-la cair em qualquer um dos vários buracos que nele existem. Caso a bola caia, devem começar todo o trajeto novamente, ganha a Imunidade quem levar a bola ao final primeiro.
  -     - Vencedor da Imunidade:      Coach

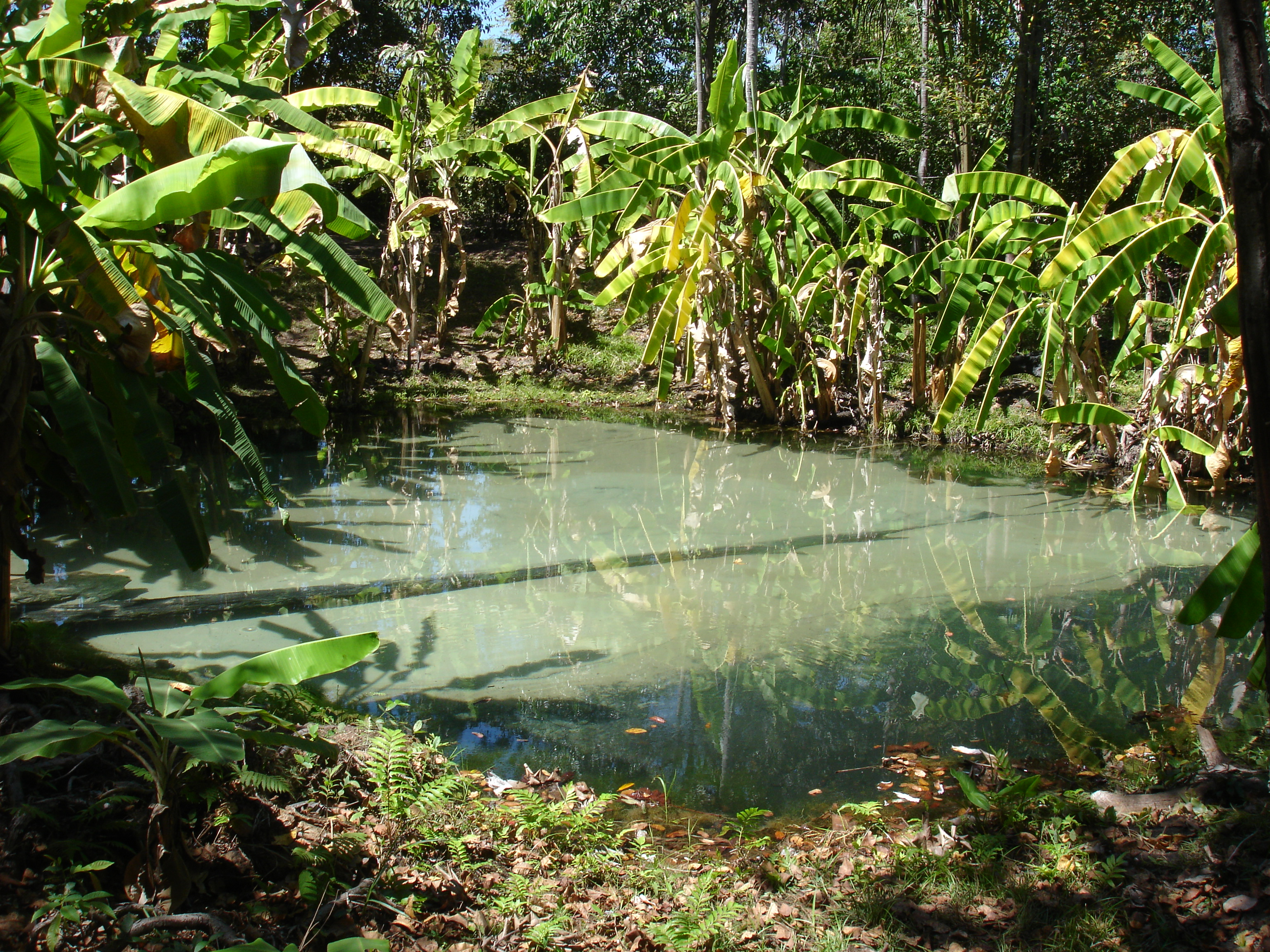
Um pequeno fervedouro, similar ao visitado por J.T., Taj e Stephen no dia 28 de Survivor: Tocantins.

Após retornarem ao acampamento depois do Conselho Tribal, Coach e Debbie estavam bastante irritados com J.T. e Stephen por não contarem a eles sobre o fato de enganarem Tyson. Debbie conversou com Coach sobre a possibilidade de reerguerem a aliança Timbira e retomarem o controle do jogo. A Prova de Recompensa foi vencida por Stephen que escolheu Taj e J.T., os últimos remanescentes de Jalapao, para se juntarem a ele. Stephen escolheu, também, enviar Erinn para a Ilha do Exílio, pois sentia que ela tinha uma aliança forte com eles e queria que alguém próximo pudesse encontrar um suposto novo Ídolo de Imunidade Escondido, mas Erinn descobriu que no Exílio não havia nenhuma nova pista para nenhum novo Ídolo. Enquanto J.T., Stephen e Taj estavam desfrutando sua recompensa, aproveitaram o momento a sós para discutirem suas estratégias para o próximo Conselho Tribal onde votariam em Debbie ou Sierra. E no acampamento Forza, Coach e Debbie tentaram convencer Sierra a se unir com os antigos membros de Timbira, mas quando ela hesitou, eles se voltaram furiosamente contra ela. Coach mentiu para J.T. que foi Sierra quem tentou trazer de volta a antiga aliança Timbira, enquanto isso, Sierra contava para Stephen que foi Coach e Debbie que tentaram reerguê-la. As diferentes histórias fizeram J.T. e Stephen suspeitarem de todos os três. Na Prova de Imunidade, Coach, J.T. e Debbie passaram para a etapa final do desafio que foi vencido por Coach. Para mostrar que não estava mentindo sobre o fato dela não ser responsável por querer reerguer a aliança Timbira, Sierra confrontou Coach e Debbie para que contassem, para a tribo toda, o que realmente havia acontecido entre os três. Coach disse que Debbie queria apenas conversar sobre a antiga aliança Timbira, Sierra enfrentou Debbie que começou a chorar e Coach afirmou que não tinha queria uma aliança com os remanescentes de sua tribo original. Stephen e J.T. acharam que o confronto iniciado por Sierra foi útil para revelar as meias verdades de Coach e as encenações de Debbie e eles chegaram a cogitar em eliminarem Debbie, mas cogitaram, também, eliminar Sierra, pensando que isso geraria menos drama e confusões no futuro da tribo. No Conselho Tribal, Coach e Sierra continuaram se confrontando sobre quem queria de volta a antiga aliança Timbira, mas incapaz de convencer seus companheiros de tribo, Sierra foi eliminada com 4-2-1 votos.

### Episódio 11: "The Ultimate Sacrifice" ("O sacrifício")
- Leilão Survivor:  O Leilão Survivor foi realizado em substituição à Prova de Recompensa.[30] Os itens comprados foram:
  - Erinn: Nada
  - Coach: Frango à parmegiana com pão de alho e uma taça de vinho.
  - Debbie: Uma tigela de batatas fritas
  - J.T.: Nachos com guacamole e molho (Item misterioso)
  - Stephen: Corações de galinha grelhados (Item misterioso)
  - Taj: Uma mensagem gravada em vídeo de uma pessoa amada.
- Prova de Imunidade: No desafio Propellerheads[30] os competidores devem atravessar um percurso com uma série de obstáculos: devem cavar para passar por debaixo de um tronco, atravessar uma comprida trave de equilíbrio e rastejar por debaixo de um caminho de cordas. Após vencerem todos os obstáculos os competidores devem correr através de um campo onde um mecanismo giratório sustenta dez símbolos matemáticos que devem ser memorizados na sequência correta. Com os símbolos memorizados os competidores devem correr de volta para a linha de partida passando, novamente, por todos os obstáculos e usar os símbolos na ordem correta para resolver uma equação matemática. O primeiro competidor que resolver o problema matemático conquista a imunidade.
  -     - Vencedor da Imunidade:      Stephen

Após retornarem ao acampamento ao término de mais um Conselho Tribal, Coach estava lívido por Erinn e Taj votarem em Stephen e Debbie, respectivamente. Ele conversou com Debbie sobre Erinn e Taj serem os próximos alvos, com Taj sendo eliminada primeiro. Na manhã do dia 31, Debbie acordou sentindo que devia terminar sua aliança com Coach e falou com J.T. e Stephen que gostaria de se aliar com eles. Entretanto, Stephen ficou preocupado se ela estaria realmente interessada em uma aliança ou estava apenas jogando seu jogo. Ao invés de uma Prova de Recompensa, os competidores participaram de um Leilão Survivor. No último item leiloado, Jeff mostrou uma câmera com uma mensagem em vídeo dos parentes dos competidores e anunciou que as regras usuais do Leilão estavam suspensas e que os competidores poderiam doar seu dinheiro para qualquer um dos competidores. Todos deram o dinheiro que restava para Taj para que ela pudesse conquistar o item. No fim da mensagem em vídeo, o marido de Taj, Eddie George, disse que a veria de volta no acampamento.  Após pontuar essa última frase do vídeo, Jeff avisou que somente Eddie estaria no acampamento quando todos voltassem, mas se Taj se oferecesse para ir à Ilha do Exílio, onde Eddie se juntaria a ela, os outros parentes dos competidores seriam enviados ao acampamento. Taj imediatamente aceitou a oferta. De volta ao acampamento, os competidores se juntaram ao assistente de Coach, ao marido de Debbie, ao pai de Erinn, à irmã mais nova de J.T. e ao irmão de Stephen. Após a despedida dos parentes, o jogo continuou na manhã do dia 32 com Debbie tentando solidificar sua aliança com J.T. e Stephen, prometendo que daria a Imunidade Individual Final para um deles se ela vencesse e que eles a fariam chegar aos três finalistas. Após contar à Erinn as ofertas de Debbie, os três suspeitaram de suas intenções e Erinn disse que Debbie deveria ser a próxima a ser eliminada. Coach, ainda não sabendo de que votariam em Debbie, teve a ideia de eliminarem Taj garantindo, desta forma, que o Ídolo da Imunidade Escondido não seria jogado. Na Prova de Imunidade, Stephen ficou para trás enquanto cruzava os obstáculos, por isso tentou memorizar todos os símbolos matemáticos de uma única vez, enquanto todos os outros precisaram de várias idas e vindas para tentar memorizá-los. A técnica de memorização de Stephen não falhou e ele foi capaz de sair praticamente da última posição para conquistar sua primeira imunidade. Antes do Conselho Tribal, a aliança que controlava o jogo estava em dúvida sobre usar essa oportunidade para eliminarem Coach ou Debbie, no Conselho decidiram por Debbie que foi eliminada com 4-1-1 votos.

### Episódio 12: "The Martyr Approach" ("O abordamento")
- Prova de Recompensa: Com os seus pés amarrados juntos, os competidores devem correr através de um grande labirinto formado pelas letras da palavra 'SURVIVOR', ao cruzarem todo o labirinto devem construir uma longa vara usando pequenos pedaços de madeira para alcançarem um saco de areia amarrado à ponta de uma longa corda. Eles devem tentar arremessar esse saco contra três alavancas visando derrubá-las, uma vez com as três alavancas derrubadas umabandeira se levanta e o competidor ganha a recompensa da prova Blind to Reason.[32]
  - Recompensa: Uma viagem até uma reserva onde o competidor passará a noite, dormirá em uma cama, terá acesso a um banheiro com chuveiro e desfrutará de um tradicional churrasco brasileiro.
    - Vencedor da Recompensa:      J.T.
- Prova de Imunidade: Na prova Chimney Swip[32] os competidores devem usar os braços para se manterem apoiados entre duas paredes, enquanto mantém os pés descalços apoiados em estreitos suportes. A cada 15 minutos os competidores devem descer para suportes ainda menores. Ao atingirem o terceiro e último suporte nele devem permanecer pelo tempo que suportarem. O último competidor que se mantiver nos suportes sem cair ganha a imunidade.
  -     - Vencedor da Imunidade:      J.T.

Coach ficou chocado com os eventos do último Conselho Tribal, sobretudo, depois de saber que Debbie havia votado nele. Coach contou para J.T. e Stephen que não gostaria de ir para a Ilha do Exílio por causa de sua asma, mas J.T. e Stephen acreditaram que ele, na verdade, estava com medo da possibilidade de ser enviado. J.T. venceu a Prova de Recompensa e escolheu Stephen para acompanhá-lo em uma viagem e Coach para ir ao Exílio que, após ser escolhido, disse que essa era uma oportunidade bem-vinda para testá-lo e que aproveitaria o tempo isolado para meditar sem comida, água ou fogo. Erinn não se sentiu confortável com os comentários de Coach que suspeitou que Coach, na verdade, estava procurando uma desculpa para sua falta de habilidade em conseguir fazer fogo e preparar suas refeições. Ela falou perante Jeff e todo o grupo que ele estava tentando parecer um "mártir” e querendo conseguir uma desculpa se não vencer a próxima Prova de Imunidade. Enquanto Stephen e J.T. estavam for a aproveitando sua recompense, Erinn confessou para Taj que se sentia um pouco culpada pelo que disse a Coach após a Prova de Recompensa, e que ficou preocupada se o que ela disse fez Stephen e J.T. quererem eliminá-la antes de Coach. Taj lhe garantiu que isso não ocorreria e que a aliança entre os quatro ainda estava forte. Coach fez exatamente o que disse que faria na Ilha do Exílio, não comeu e não fez fogo, apenas bebeu um pouco de água e permaneceu meditando enquanto estava exilado. Enquanto estavam desfrutando sua viagem de recompensa, J.T. e Stephen cogitaram eliminar Erinn antes de Coach pelo que ela disse antes de Coach ir ao Exílio. A Prova de Imunidade foi vencida por J.T. que sobrepujou a determinação de Coach que desistiu da prova após sofrer espasmos musculares em suas costas. Coach recusou ser avaliado pela equipe médica do programa, alegando que temia que eles o removessem da competição por razões médicas. Erinn e Taj não acreditaram na desculpa de Coach e acharam que, na verdade, ele não quis ser avaliado, pois os médicos diriam que não havia nada de errado com ele. Stephen e J.T. conversaram com Coach e reafirmaram que a aliança guerreira ainda estava firme e que Erinn seria a próxima eliminada, mas Stephen não estava totalmente seguro de seu voto. No Conselho Tribal, Erinn e Coach novamente se confrontaram sobre o que foi discutido na última Prova de Recompensa. Antes de votarem, Coach recitou um poema, que visivelmente irritou alguns membros do júri. No final, Stephen teve o voto decisivo contra Coach e ele foi enganado, sendo eliminado com 3-2 votos.

### Episódio 13: "I Trust You But I Trust Me More" ("Confio em você, sendo que muito mais em mim")
- Prova de Imunidade: No desafio Tarantula[32] os competidores devem correr através de uma série de túneis de corda, em formato de tarântula, até alcançarem três estações distintas onde devem recolher três sacolas com peças de quebra-cabeça. As peças do quebra-cabeça devem ser organizadas para formar um painel com o desenho de uma teia de aranha. O primeiro competidor que terminar corretamente o quebra-cabeça ganha a imunidade.
  -     - Vencedor da Imunidade:      J.T.

De volta ao acampamento após o Conselho Tribal, Stephen ficou preocupado em ser visto pelos demais como “aquele que traiu Coach” e que isso lhe custasse votos do júri no Conselho Tribal Final. Na Prova de Imunidade, J.T. conquistou uma grande vantagem na etapa inicial da prova que consistia em recuperar bolsas contendo peças de um quebra-cabeça, na etapa de montagem Erinn se recuperou incrivelmente, saindo da última posição e quase vencendo a disputa, mas J.T. conseguiu posicionar corretamente as suas últimas peças pouco antes de Erinn. No acampamento, Erinn argumentou sua situação para J.T. e Stephen e expôs que achava que Taj era uma ameaça para conquistar votos do júri. Os homens concordaram que eles levariam um ao outro para os três finalistas, não importando que fosse a terceira pessoa, mas estavam indecisos se Erinn ou Taj seria o maior problema na próxima Prova de Imunidade e no júri final. No Conselho Tribal, os homens decidiram quebrar a aliança Jalapao existente desde os primeiros dias de Survivor: Tocantins e votaram em Taj que foi enganada e eliminada com 3-1 votos.
- Prova de Imunidade: Os competidores devem pegar e recolocar, continuadamente, uma bola dentro de um percurso espiralado de metal através de uma abertura no topo do sistema na prova Simmotion.[32] A cada poucos minutos, uma bola adicional é acrescentada no percurso até que oito bolas estejam rodando simultaneamente. Um gatilho no meio do percurso faz com que as bolas se alternem entre duas saídas existentes. Se uma bola sai do percurso e não é agarrada, o competidor é eliminado da prova.  A fim de deixar o desafio mais complexo, cada competidor tem uma das mãos amarrada às costas.
  -     - Vencedor da Imunidade:      J.T.

No dia 38, Erinn e Stephen conversavam que eles precisavam ganhar o próximo desafio por imunidade já que nenhum dos dois tinha boas chances contra J.T. no júri.  J.T. deu sua palavra para Stephen prometendo que ele o levaria para os dois finalistas e Stephen retribuiu a promessa. No correio do dia, os três finalistas descobriram que fariam a tradicional jornada em honra aos competidores eliminados antes de partirem para a Prova de Imunidade final. Durante a prova, Erinn foi a primeira eliminada enquanto jogavam com três bolas simultâneas. Com quatro bolas simultâneas circulando o trajeto, Stephen se desconcentrou e derrubou uma das bolas dando a J.T. sua terceira vitória seguida em uma prova de imunidade. De volta ao acampamento, Stephen disse que sentia um grande alívio por não ter que decidir quem ele teria que levar para a final. Erinn contou a J.T. que Stephen havia falado para ela que a levaria para final caso ele ganhasse a última imunidade. Quando J.T. o questionou sobre o fato, Stephen negou que levaria Erinn com ele para a final. No Conselho Tribal, J.T. decidiu manter sua aliança e promessa com Stephen e votou contra Erinn que se tornou o último membro do júri. No dia 39, J.T. e Stephen aproveitaram o tradicional café da manhã dos finalistas que eles vinham planejando deste os primeiros dias do jogo. No Conselho Tribal final, Brendan iniciou as abordagens do júri focando no discurso de abertura de Stephen que denotava o quanto ele havia crescido durante o jogo, e perguntou para Stephen e J.T. se crescimento pessoal era relevante e importante para se vencer. Erinn perguntou a Stephen sobre suas alternâncias entre diferentes alianças durante o jogo tendo ficado entre os “remanescentes da Jalapao”, a “aliança da Ilha do Exílio” e a “aliança guerreira”. Ela perguntou, também, para J.T. por que Stephen poderia ser considerado o melhor jogador da temporada. Debbie  questionou J.T. se a primeira impressão que ela teve sobre ele ser uma pessoa honesta estava certa ou se mentir e decepcionar era seu modus operandi. Ela perguntou a Stephen se, caso ele estivesse usando o colar de imunidade individual no último Conselho Tribal, ele teria levado Erinn ou J.T. para a final. Coach pediu a J.T. e Stephen por exemplos de honestidade e integridade durante as últimas etapas do jogo e sobre o significava ser um nobre guerreiro.  Sierra não fez nenhuma pergunta para Stephen, mas perguntou para J.T. o que significava para ele levar os jogadores mais fortes para a final, pois ela considerava Stephen um dos jogadores mais fracos do jogo. Taj perguntou para J.T. por que, se foi tão difícil para ele escrever o nome de Coach no Conselho Tribal onde ele foi eliminado, não pareceu assim quando ele escreveu o nome dela e por que ele pensou que seria fácil mentir para ela. Ela perguntou a Stephen por que ele achou que era importante enganá-la quando iriam eliminá-la e se ele a considerava uma grande ameaça no jogo. O júri votou unanimemente e J.T. se tornou o Último Sobrevivente da temporada.

## Histórico de Votação
|             | Tribos Originais   | Tribos Originais  | Tribos Originais | Tribos Originais | Tribos Originais  | Tribos Originais | Tribo Pós-Fusão | Tribo Pós-Fusão   | Tribo Pós-Fusão | Tribo Pós-Fusão  | Tribo Pós-Fusão  | Tribo Pós-Fusão | Tribo Pós-Fusão | Tribo Pós-Fusão | Tribo Pós-Fusão   | Tribo Pós-Fusão |
| ----------- | ------------------ | ----------------- | ---------------- | ---------------- | ----------------- | ---------------- | --------------- | ----------------- | --------------- | ---------------- | ---------------- | --------------- | --------------- | --------------- | ----------------- | --------------- |
| Episódio #: | 1                  | 2                 | 3                | 4                | 5                 | 6                | 7               | 8                 | 9               | 10               | 11               | 12              | 13              | 13              | Reunião           | Reunião         |
| Eliminado:  | Carolina 7/8 votos | Candace 7/8 votos | Jerry 6/7 votos  | Sandy 5/7 votos  | Spencer 5/6 votos | Sydney 3/5 votos | Joe Sem votos   | Brendan 4/9 votos | Tyson 5/8 votos | Sierra 4/7 votos | Debbie 4/6 votos | Coach 3/5 votos | Taj 3/4 votos   | Erinn 1 voto    | Stephen 0/7 votos | J.T. 7/7 votos  |
| Competidor  | Voto               | Voto              | Voto             | Voto             | Voto              | Voto             | Voto            | Voto              | Voto            | Voto             | Voto             | Voto            | Voto            | Voto            | Voto              | Voto            |
| J.T.        | Carolina           |                   |                  | Sandy            | Spencer           | Sydney           |                 | Sierra            | Tyson           | Sierra           | Debbie           | Erinn           | Taj             | Erinn           | Voto do Júri      | Voto do Júri    |
| Stephen     | Carolina           |                   |                  | Sandy            | Spencer           | Sydney           |                 | Brendan           | Tyson           | Sierra           | Debbie           | Coach           | Taj             |                 | Voto do Júri      | Voto do Júri    |
| Erinn       |                    | Candace           | Jerry            |                  |                   |                  |                 | Sierra            | Tyson           | Stephen          | Debbie           | Coach           | Taj             |                 |                   | J.T.            |
| Taj         | Carolina           |                   |                  | Joe              | Spencer           | Sydney           |                 | Brendan           | Tyson           | Debbie           | Debbie           | Coach           | Erinn           |                 |                   | J.T.            |
| Coach       |                    | Candace           | Jerry            |                  |                   |                  |                 | Brendan           | Sierra          | Sierra           | Taj              | Erinn           |                 |                 | J.T.              |                 |
| Debbie      |                    | Candace           | Jerry            |                  |                   |                  |                 | Brendan           | Sierra          | Sierra           | Coach            |                 |                 | J.T.            |                   |                 |
| Sierra      |                    | Candace           | Jerry            |                  |                   |                  |                 | Coach             | Tyson           | Debbie           |                  |                 | J.T.            |                 |                   |                 |
| Tyson       |                    | Candace           | Jerry            |                  |                   |                  |                 | Sierra            | Sierra          |                  |                  | J.T.            |                 |                 |                   |                 |
| Brendan     |                    | Candace           | Jerry            |                  |                   |                  |                 | Coach             |                 |                  | J.T.             |                 |                 |                 |                   |                 |
| Joe         | Carolina           |                   |                  | Sandy            | Spencer           | Taj              |                 |                   |                 |                  |                  |                 |                 |                 |                   |                 |
| Sydney      | Carolina           |                   |                  | Sandy            | Spencer           | Taj              |                 |                   |                 |                  |                  |                 |                 |                 |                   |                 |
| Spencer     | Carolina           |                   |                  | Sandy            | Taj               |                  |                 |                   |                 |                  |                  |                 |                 |                 |                   |                 |
| Sandy       | Carolina           |                   |                  | Sydney           |                   |                  |                 |                   |                 |                  |                  |                 |                 |                 |                   |                 |
| Jerry       |                    | Candace           | Erinn            |                  |                   |                  |                 |                   |                 |                  |                  |                 |                 |                 |                   |                 |
| Candace     |                    | Sierra            |                  |                  |                   |                  |                 |                   |                 |                  |                  |                 |                 |                 |                   |                 |
| Carolina    | Sandy              |                   |                  |                  |                   |                  |                 |                   |                 |                  |                  |                 |                 |                 |                   |                 |